# Istrapedia
Istrapedia je prva regionalna internetska enciklopedija u Hrvatskoj. Ispunjena je sadržajima vezanim uz istarsku povijest, kulturu, znanost i umjetnost, na njoj se pored tekstualnih zapisa nalaze i fotografije, videomaterijali te audio zapisi tradicijske glazbe.  
Broji nekoliko tisuća obrađenih pojmova – enciklopedijskih natuknica, fotografija, filmova i glazbe u mp3 formatu, a nastala je s ciljem zabilježavanja istarske posebnosti, te zaštite i očuvanja istarskih nematerijalnih kulturnih dobara. Na njoj se nalazi sve važno i zanimljivo o Istri što ne smije biti zaboravljeno i izgubljeno, ovjekovječeno riječju (hrv, tal), slikom (foto i video) i zvukom.
Funkcionira na principu Wikipedije, te je svatko može uređivati (uz prethodnu najavu uredništvu na mail urednik@istrapedia.hr), a ideju je potaknula Istarska županija, koja je i nositeljicom projekta.
Također, jedan od ciljeva je razvijanje interaktivne mreže sa suradnicima koji mogu postati urednici Istrapedije.

## Glavni urednici
- Antonio Giudici, Slavica Tobok Kandić

## Vanjske poveznice
- Istrapedia